# Adrammelek
Adrammelek (också kallad Adramelech, Adrammelech, Adramelek eller Adar-malik) var en av de av assyriska kolonisterna i Samarien dyrkad gud (2 Kung. 17:31). Det var också namnet på en son till den assyriske konungen Sanherib. Omkring år 682 f.Kr. mördade han och hans broder Sareser enligt Gamla Testamentet sin fader i Nisroks tempel i Nineve (2 Kung. 19:37, Jes. 37:38).